# GÍ Gøta
El Gøtu Ítróttarfelag fue un equipo de fútbol de las Islas Feroe que alguna vez jugó en la Primera División de las Islas Feroe, la liga de fútbol más importante del país.

## Historia
Fue fundado en el año 1926 en la ciudad de Gøta y se proclamó campeón de Primera División en 6 ocasiones, ganando seis títulos de Copa en nueve finales jugadas. A nivel internacional participó en once torneos continentales, donde nunca avanzó más allá de la primera ronda.
En el año 2008, se fusionó con el Leirvík ÍF creando así al Víkingur.

## Palmarés
- Primera División de las Islas Feroe: 6

1983, 1986, 1993, 1994, 1995, 1996
- Copa de Islas Feroe: 6

1983, 1985, 1996, 1997, 2000, 2005

### Reservas
- 2. deild: 3
  - 1988, 1997, 2004[1]

### GI III
- 3. deild: 2
  - 1997, 2000[2]

### Divisiones Juveniles
- Primera División De Las  Islas Feroe Sub-21: 5
  - 1976, 1977, 1985, 1986, 1998[3]

- Copa De Las  Islas Feroe Sub-21: 5
  - 1976, 1977, 1987, 1992, 2003[3]

- Primera División De Las  Islas Feroe Sub-17: 1
  - 1984[4]

- Copa De Las  Islas Feroe Sub-17: 1
  - 1984[4]

- Primera División De Las  Islas Feroe Sub-13: 2
  - 1979, 1980[5]

## Palmarés Femenino
- 2. deild kvinnur
  - Winners (3): 1992, 1994, 2001[6]

### Palmarés Divisiones Juveniles Femeninos
- Faroe Islands Premier League U-18
  - Winners (1): 2001[7]

- Faroe Islands Cup U-18
  - Winners (1): 2004[7]

- Faroe Islands Premier League U-15
  - Winners (1): 1994[8]

- Faroe Islands Premier League U-13
  - Winners (1): 1993[9]

## Participación en competiciones de la UEFA
| Temporada | Torneo                | Ronda             | Club            | Casa | Visita | Global |
| --------- | --------------------- | ----------------- | --------------- | ---- | ------ | ------ |
| 1994–95   | UEFA Cup              | Preliminar        | Trelleborgs     | 0–1  | 2–3    | 2–4    |
| 1995–96   | UEFA Cup              | Preliminar        | Raith Rovers    | 2–2  | 0–4    | 2–6    |
| 1996–97   | UEFA Cup              | Preliminar        | FC Jazz         | 0–1  | 1–3    | 1–4    |
| 1997–98   | UEFA Champions League | 1° Clasificatoria | Rangers         | 0–5  | 0–6    | 0–11   |
| 1998–99   | UEFA Cup Winners' Cup | Preliminar        | MTK Budapest    | 1–3  | 0–7    | 1–10   |
| 1999      | UEFA Intertoto Cup    | 1° Clasificatoria | Jedinstvo Bihać | 1–0  | 0–3    | 1–3    |
| 2000–01   | UEFA Cup              | 1° Clasificatoria | Norrköping      | 0–2  | 1–2    | 1–4    |
| 2001–02   | UEFA Cup              | 1° Clasificatoria | FK Obilić       | 1–1  | 0–4    | 1–5    |
| 2002–03   | UEFA Cup              | 1° Clasificatoria | Hajduk Split    | 0–8  | 0–3    | 0–11   |
| 2003      | UEFA Intertoto Cup    | 1° Clasificatoria | Dacia Chişinău  | 0–1  | 1–4    | 1–5    |
| 2006–07   | UEFA Cup              | 1° Clasificatoria | Ventspils       | 0–2  | 1–2    | 1–4    |

### Récord Europeo
| Torneo                | J  | G | E | P  | GF | GC |
| --------------------- | -- | - | - | -- | -- | -- |
| UEFA Champions League | 2  | 0 | 0 | 2  | 0  | 11 |
| Copa UEFA             | 14 | 0 | 2 | 12 | 8  | 32 |
| UEFA Cup Winners' Cup | 2  | 0 | 0 | 2  | 1  | 10 |
| Copa Intertoto        | 4  | 1 | 0 | 3  | 2  | 8  |